# Пам'ятник жертвам Голокосту (Відень)
Пам'ятник австрійським єврейським жертвам Голокосту (нім. Mahnmal für die österreichischen jüdischen Opfer der Schoah) — меморіальна споруда у Відні, також відома під назвою «Безіменна бібліотека». Пам'ятник, відкритий в 2000 році, розташований на площі Юденплац в першому районі Відня. Меморіал, присвячений пам'яті австрійських жертв Голокосту, був розроблений британською художницею Рейчел Вайтред.

## Концепція та історія
Ідея меморіалу належала відомому австрійському політику й мисливцеві за нацистами Симонові Візенталю, який втратив свою сім'ю в нацистських концтаборах. Візенталь публічно висловлював свою незгоду з ідеєю Меморіалу проти війни й фашизму на Альбертінаплац, створеного Альфредом Грдлічкою в 1988 році — який, за версією політика, зображував жертв Голокосту «в негідному світлі». Візенталь став ініціатором створення комісії з будівництва нового меморіалу, присвяченого єврейським жертвам нацистського режиму в Австрії. Пам'ятник був побудований коштом міста, коли бургомістром Відня був Михаель Гайпль, після того, як проект Рейчел Вайтред був одноголосно обраний міжнародним журі під керівництвом архітектора Ганса Голляйна. У конкурсі взяли участь команди художників і архітекторів з Австрії, Ізраїлю, Великої Британії й США: серед них були Валі Експорт, Карл Прантл, Пітер Вальдбауер. У представлених проектах були враховані як технічні обмеження ділянки на Юденплац, так і необхідність включити в пам'ятник меморіальні написи зі списком всіх концентраційних таборів, в яких були вбиті австрійські євреї.
Спочатку меморіал планували завершити до 9 листопада 1996 року — 58-ї річниці Кришталевої ночі — але закінчення робіт було відкладено на чотири роки через політичні та естетичні суперечності, а також археологічні розкопки на місці майбутнього пам'ятника. Загальна сума витрат Відня склала 160 мільйонів шилінгів: в тому числі, 8 мільйонів — на сам меморіал, 15 — на планування, 23 — на початок будівельних робіт, 40 — на структурні заходи і 74 — на археологічні дослідження в зоні будівництва. У підсумку, пам'яток був відкритий 25 жовтня 2000 року — за день до австрійського національного свята. У церемонії відкриття взяли участь президент Австрії Томас Клестіль, мер Відня Михаель Гайпль, президент Ізраїльського культурного союзу Відня Аріель Музикант, сам Симон Візенталь, автор Рейчел Вайтред і багато інших високопоставлених осіб. Меморіал був створений за п'ять років до зведення аналогічного берлінського Меморіалу вбитим євреям Європи.
Під час свого візиту до Відня у серпні 2007 року Папа Римський Бенедикт XVI віддав данину поваги жертвам Голокосту біля меморіалу, його супроводжував головний рабин Пауль Хаїм Айзенберг.

## Дизайн

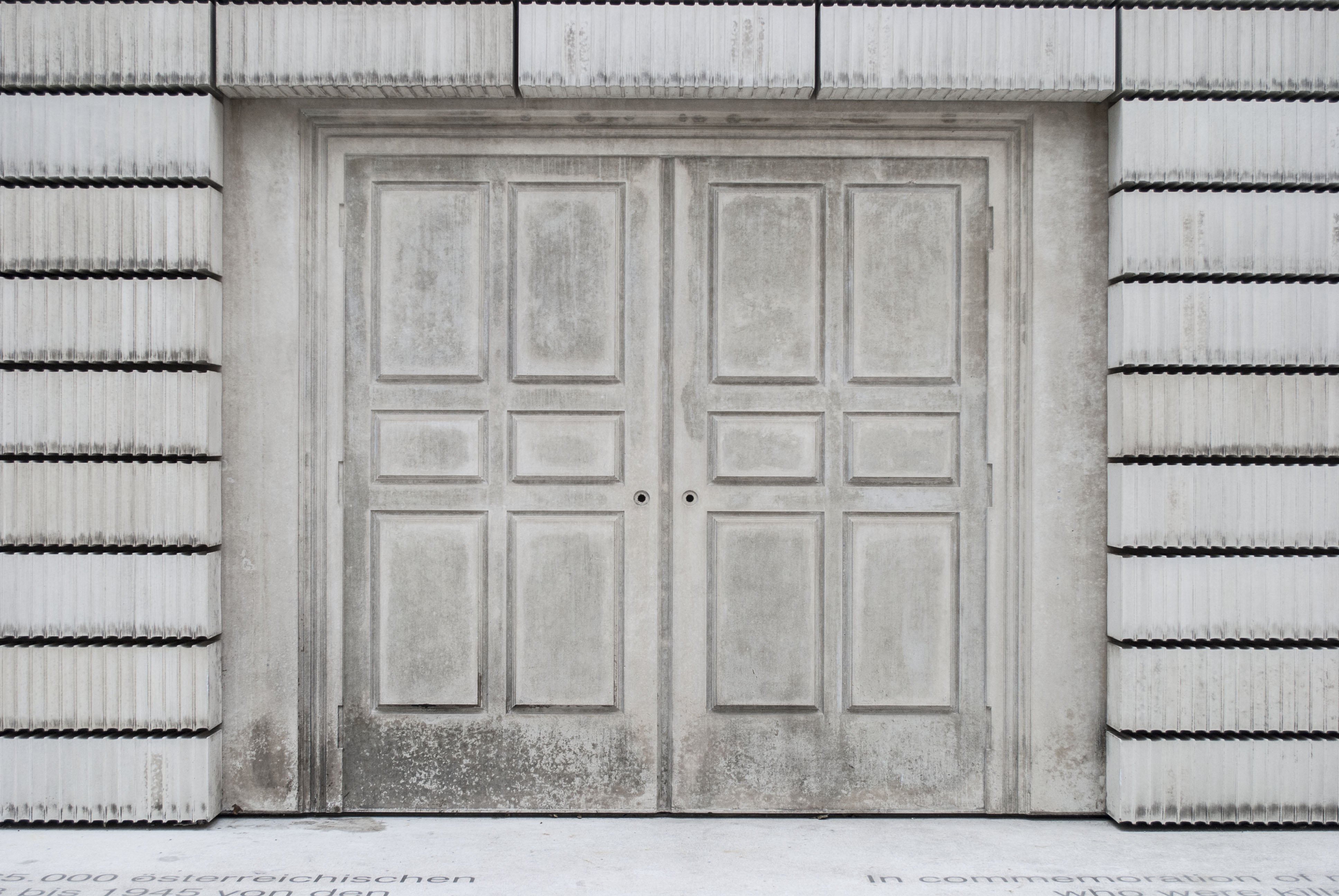
Двері без ручок

Меморіал являє собою залізобетонну конструкцію з основою 10 на 7 метрів і висотою 3,8 метри. Зовнішня поверхня зображує вивернуті навиворіт книги на литих бібліотечних полицях. Коріння «книг» звернені всередину і тому їх не видно — назви томів невідомі, а їх зміст залишається нерозкритим. Полиці меморіалу ніби містять нескінченні копії одного й того ж видання, що символізує величезну кількість жертв-євреїв («людей книги»). Подвійні литі двері «бібліотеки» не мають ручок.
Як твір мистецтва, меморіал не повинен був бути красивим — тому він контрастує зі значною частиною барочного мистецтва й архітектури Відня. Члени проєктного журі помітили схожість пам'ятника з бункером (або військовим укріпленням), який став джерелом натхнення для художниці. Від пам'ятника залишається відчуття «дискомфорту», який, за задумом автора, повинен був спровокувати у глядача враження про «суворий» період, якому присвячений меморіал: «Цей пам'ятник не повинен бути красивим, він повинен завдавати болю».

## Меморіальні написи
Назви концентраційних таборів, в яких загинули жертви, вигравірувані біля підніжжя меморіалу: це Аушвіц, Белжець, Берґен-Бельзен, Брчко, Бухенвальд, Хелмно, Дахау, Флоссенбюрг, Грос-Розен, Гюрс, Хартхайм, Ізбіца, Ясеновац, Юнгфернхоф, Кайзервальд, Кельце, Кауно, Лагув, Ліцманнштадт, Люблін, Майданек, Малий Тростенец, Маутхаузен, Мінськ, Міттельбау—Дора, Модлібожице, Нацвейлере, Ноєнгамме, Нісько, Опатув, Ополе, Равенсбрюк, Рига, Шабац, Заксенхаузен, Саласпілс, Сан Сабба, Собібор, Штутхоф, Терезієнштадт, Травники, Треблінка, Влодава і Замость. Хоча в самих «книгах» немає тексту, на постаменті меморіалу є написи: на бетонній підлозі перед замкненими подвійними дверима викарбувано текст німецькою, івритом та англійською мовами, в якому вказується на злочин Голокосту та ймовірну кількість його австрійських жертв (65 000 осіб).

## Площа

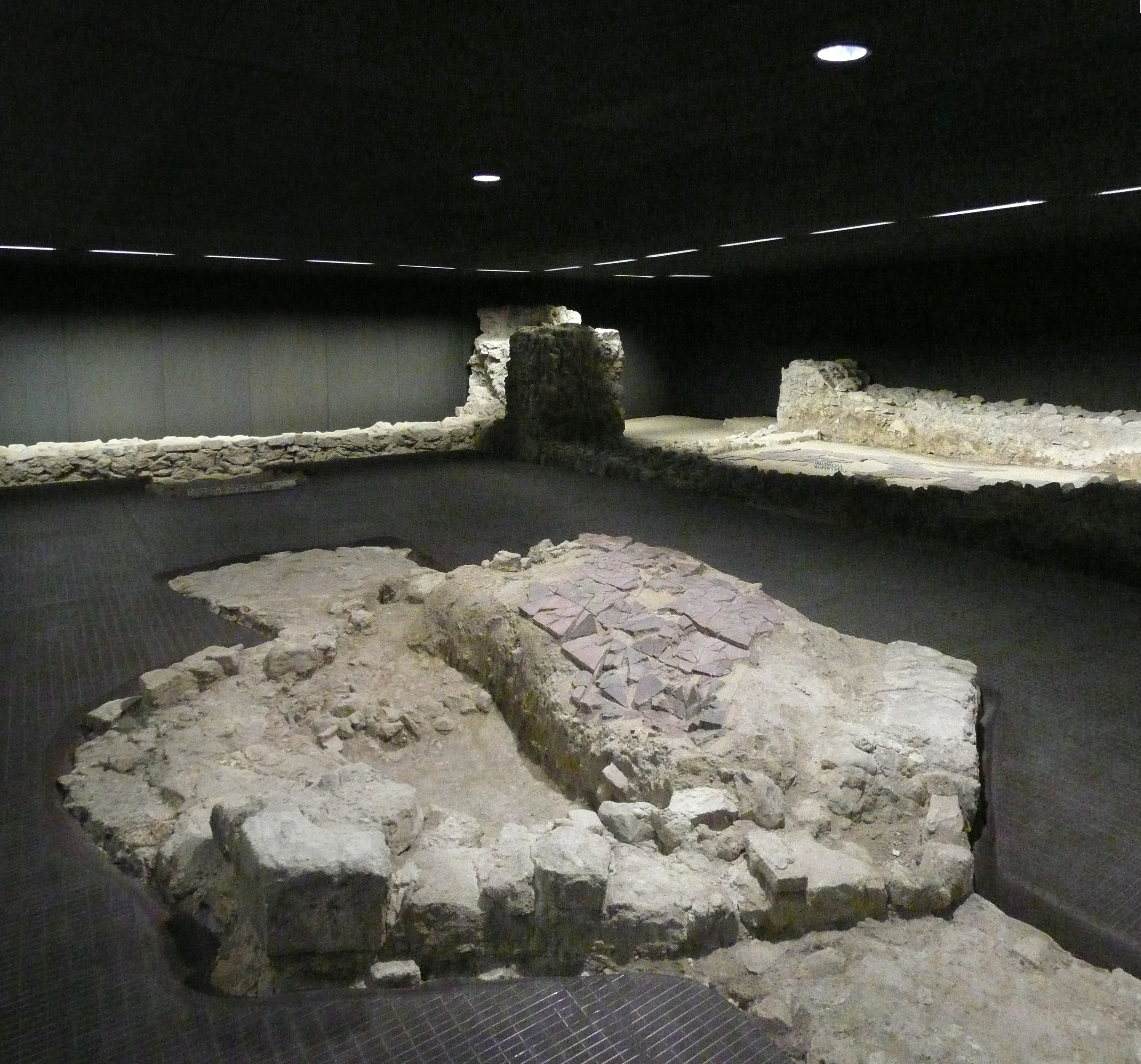
Руїни синагоги під пам'ятником

Меморіал Голокосту нерозривно пов'язаний з історією площі Юденплац. Квадрат «бібліотеки» стоїть на місці середньовічної синагоги, спаленої під час «віденського Гесера» 1420 року. На першому поверсі сусіднього будинку розмістився Архів документації австрійського Опору, створений у співпраці з Ізраїльською культурною спілкою Відня: в ньому публіці відкриті імена й особисті дані десятків тисяч убитих австрійських євреїв і обставини, що призвели до їх загибелі. У музеї-архіві постійно проводяться виставки, присвячені історії площі й зруйнованої синагоги .